# 吳朝祥 (清朝)
吳朝祥號雪峰，為中國清朝武官官員，本籍福建。行伍出身的吳朝祥於1832年（道光12年）奉旨接替陳景嵐，於台灣地區擔任澎湖水師協副將。而隸屬台灣鎮之下的此官職職等為正二品，是台灣清治時期的這階段，扼守台灣海峽的重要武將，並統帥兩標水營，數千名水師兵勇。
| 前任： 陳景嵐 | 澎湖水師協副將 1832年上任 | 繼任： 詹功顯 |